# Deliver Us from Eva
Deliver Us from Eva  (Brasil: Alguém para Eva ) é um filme americano de 2003 do gênero comédia romântica, estrelado por LL Cool J e Gabrielle Union.
A trama gira em torno do personagem de LL, Raymond Ray, que é pago para namorar uma jovem problemática chamada Eva. O filme foi lançado aos cinemas dos Estados Unidos em 7 de fevereiro de 2003 pela Focus Features, e também conta no elenco com Essence Atkins , Duane Martin e Mel Jackson. 
O título é um trocadilho com uma linha da oração do Pai Nosso: "E não nos deixeis cair em tentação, mas livrai-nos do mal."

## Sinopse
Eva é uma jovem que quase sempre se intromete nos relacionamentos das irmãs com os maridos. Eva deixa seus cunhados fartos por se entrometer na vida deles, Então decidem arrumar um namorado para ela. Quem sabe assim eva para de incomodá-los. Só que eles pagam mais de cinco mil dólares por um cara chamado Ray. O plano vai bem, até que Ray realmente se apaixona por Eva.

## Elenco
- LL Cool J como Raymond 'Ray'
- Gabrielle Union como Evangeline 'Eva' Dandrige
- Duane Martin como Michael 'Mike'
- Essence Atkins como Kareenah Dandrige
- Robinne Lee como Betânia Dandrige
- Meagan Good como Jacqui Dandrige
- Mel Jackson como Timothy "Tim"
- Dartanyan Edmonds como Darrell
- Kym Whitley como Ormandy
- Nikki Washington como Robin
- Royale Watkins como Telly
- Matt Winston como Oscar
- Ruben Paul como Rashaun
- Dorian Gregory como Lucius Johnson
- Kenya Moore como Renee Johnson
- Henry Kingi Jr. como policial montada
- Steve Stapenhorst como prefeito
- Stephen Saux como Bartender
- Terry Crews como Big Bartender

## Bilheteria
O filme estreou em 6 cinemas nas bilheterias dos Estados Unidos no fim de semana de 7 de fevereiro de 2003, no raking o filme faturou $ 6,648,374 em seu primeiro fim de semana de abertura.[carece de fontes?]